# Terra hivernacle i Terra nevera
Al llarg de la història del clima de la Terra (paleoclima), el seu clima ha fluctuat entre dos estats principals: la Terra hivernacle i Terra nevera. Aquests dos estats climàtics duren milions d'anys i no s'han amb les edats glacials i interglacials, que són molt més breus i són fases alternants dins d'un mateix període de nevera (o època glacial) i solen durar menys d'un milió d'anys. Es coneixen cinc episodis de Terra nevera en la història climàtica de la Terra: la glaciació huroniana, la criogeniana, l'andinosahariana (o del Paleozoic inferior), la del Paleozoic superior i la del Cenozoic superior.

Sembla que els principals factors que influeixen en el paleoclima són la concentració atmosfèrica de gasos d'efecte hivernacle com el diòxid de carboni (CO₂) i, en menor mesura, el metà (CH₄), juntament amb les variacions en l'òrbita de la Terra, els canvis a llarg termini en la constant solar i els canvis orogènics resultants de la tectònica de plaques. Els períodes nevera i hivernacle han tingut un paper clau en l'evolució de la vida a la Terra, forçant l'adaptació i el canvi en els éssers vius a escales espacials diferents al llarg del temps.

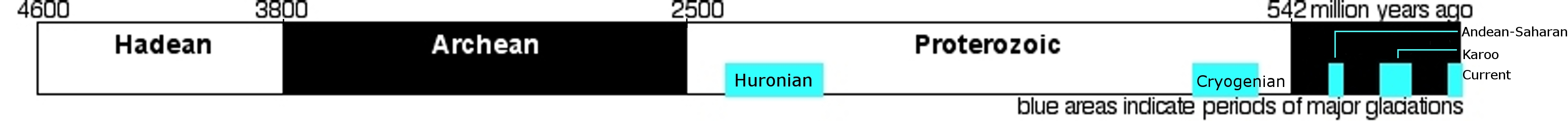
Cronologia dels cinc períodes nevera coneguts (blau). Els altres períodes tenien condicions d'hivernacle.

## Terra hivernacle
La «Terra hivernacle» és un període en el qual no hi ha glaceres continentals en cap part del planeta. A més a més, els nivells de diòxid de carboni i altres gasos d'efecte hivernacle (com ara el vapor d'aigua i el metà) són alts i les temperatures de la superfície del mar (TSM) van des de 28 °C als tròpics fins a 0 °C a les regions polars. La Terra ha estat en un estat d'hivernacle durant un 85% de la seva història.
No s'ha de confondre amb un hipotètic efecte hivernacle descontrolat, que és un punt de no retorn que correspon a la situació actual del planeta Venus. El Grup Intergovernamental d'Experts sobre el Canvi Climàtic (GIECC) afirma que «la probabilitat que les activitats antropogèniques provoquin un "efecte hivernacle descontrolat", anàleg a[l que pateix] Venus, és pràcticament nul·la».

### Causes
Hi ha diverses teories sobre els factors que desencadenen una Terra hivernacle. Els indicadors paleoclimàtics mostren una forta correlació entre l'estat hivernacle i nivells alts de CO₂. Tanmateix, cal tenir en compte que els nivells alts de CO₂ són un indicador del clima de la Terra i no una causa independent. Altres fenòmens probablement han tingut un paper clau en el clima global a través de les alteracions dels corrents oceànics i atmosfèrics i l'augment de la radiació solar neta que absorbeix l'atmosfera terrestre. Aquests fenòmens poden ser, per exemple, desplaçaments tectònics que provoquen l'alliberament de gasos d'efecte hivernacle (com el CO₂ i el CH₄) per vulcanisme. Els volcans actius deixen anar quantitats ingents de CO₂ i metà que poden capturar prou calor per engegar un efecte hivernacle. A la Terra, les concentracions atmosfèriques de gasos d'efecte hivernacle com el diòxid de carboni i el metà són altes, de manera que capturen energia solar a l'atmosfera mitjançant l'efecte hivernacle. El metà, el principal component del gas natural, és el responsable de més d'un quart de l'escalfament global actual. És un contaminant potentíssim, amb un potencial d'escalfament global de vuitanta vegades el del CO₂ en els vint anys següents al seu alliberament atmosfèric. Un augment de la constant solar fa que l'atmosfera terrestre absorbeixi més energia solar, mentre que les variacions en l'obliqüitat i l'excentricitat de la Terra augmenten la radiació solar neta que absorbeix l'atmosfera terrestre.

## Terra nevera

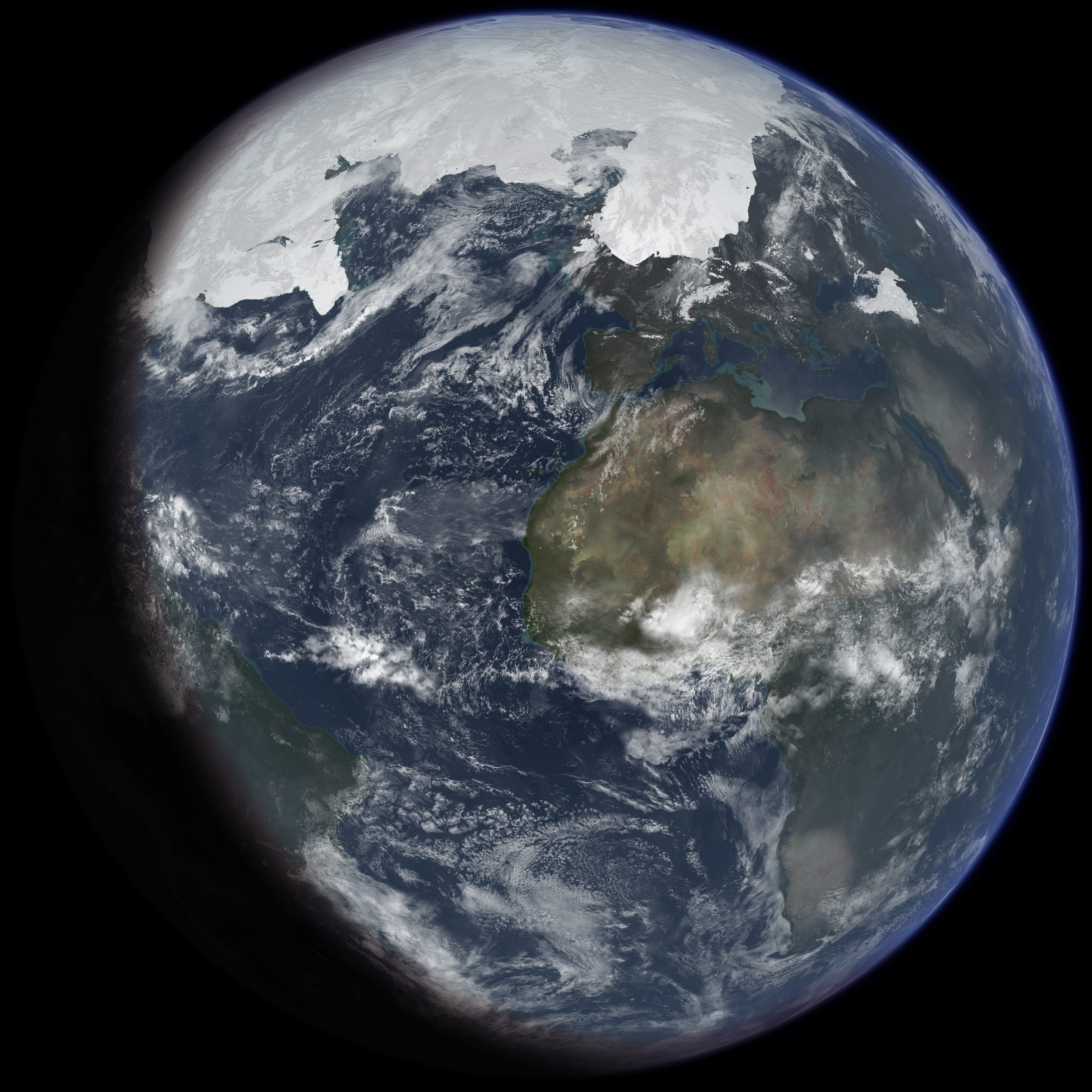
Il·lustració d'una Terra nevera al màxim glacial

La Terra es troba actualment en un estat nevera, amb casquets glacials als dos pols. Els indicadors paleoclimàtics indiquen que les concentracions de gasos d'efecte hivernacle tendeixen a caure en una Terra nevera. De manera similar, les temperatures globals també són més baixes. La Terra fluctua entre períodes glacials i interglacials i la mida i la distribució dels casquets glacials continentals fluctuen dràsticament. La fluctuació dels casquets glacials provoca canvis en les condicions climàtiques regionals que afecten la distribució de nombroses espècies terrestres i oceàniques. A escales d'entre milers i centenars de milions d'anys, el clima de la Terra ha oscil·lat entre intervals freds i intervals calents dins d'un espectre propici a la vida. En l'eó Fanerozoic hi ha hagut tres períodes de glaciació (en l'Ordovicià, el Carbonífer i el Cenozoic), cadascun dels quals ha durat desenes de milions d'anys i han portat gel fins al nivell del mar a latituds mitjanes. En aquests intervals frígids de nevera, el nivell del mar, els nivells de CO₂ a l'atmosfera, la fotosíntesi neta i l'embornal del carboni eren més baixos, mentre que el vulcanisme oceànic era menys actiu que en els intervals d'hivernacle. Les transicions dels intervals de nevera als intervals d'hivernacle durant el Fanerozoic coincideixen amb crisis biòtiques o extincions massives, cosa que fa pensar en processos complexos de retroalimentació entre la biosfera i la hidrosfera.[39]
Els períodes glacials i interglacials tendeixen a alternant-se seguint l'oscil·lació solar i climàtica fins que la Terra acaba tornant a un estat hivernacle.
L'actual estat nevera, la glaciació del Quaternari, començà fa uns 2,58 milions d'anys. Tanmateix, fa uns 34 milions d'anys que hi ha un casquet glacial a l'Antàrtida. Actualment, la Terra es troba en un període interglacial poc rigorós que començà fa uns 11.800 anys. La Terra probablement entrarà en un altre període interglacial com l'Eemià, que es produí fa entre 115.000 i 130.000 anys i en el qual es pot observar que hi havia boscos al cap Nord (Noruega) i hipopòtams als rius Rin i Tàmesi. Hom espera que la Terra continuï alternant entre períodes glacials i interglacials fins a la fi de la glaciació del Quaternari, quan entrarà en un nou estat hivernacle.

### Causes
Ha quedat demostrat que hi ha una forta correlació entre nivells de CO₂ baixos i un estat nevera. Tanmateix, això no vol dir que la davallada dels nivells de CO₂ a l'atmosfera siguin una causa primària de la transició a un estat hivernacle. Més aviat, podria ser un indicador d'altres processos solars, geològics i atmosfèrics.
Les causes potencials d'estats nevera anteriors inclouen el moviment de les plaques tectòniques i l'obertura i el tancament de vies oceàniques. Sembla que tenen un paper clau per portar la Terra a un estat nevera, car els desplaçaments tectònics transporten aigua freda de les profunditats fins a la superfície de l'oceà i contribueix a la formació de casquets glacials als pols. En són exemples l'obertura del pas de Tasmània fa 36,5 milions d'anys, que separà Austràlia de l'Antàrtida, i l'obertura del pas de Drake 32,8 milions d'anys enrere per la separació de Sud-amèrica i l'Antàrtida, que han contribuït tant en un cas com en l'altre al desenvolupament del casquet glacial de l'Antàrtida. El tancament de l'istme de Panamà i de la via marina indonèsia fa entre 3 i 4 milions d'anys també podria haver impulsat l'estat nevera actual de la Terra. Hom ha proposat que l'evolució de les plantes terrestres fou un dels factors que desencadenaren la glaciació de l'Ordovicià. Segons aquesta hipòtesi, el ràpid augment de la biomassa fotosintètica retirà gradualment CO₂ de l'atmosfera i el substituí per cada vegada més O₂, cosa que hauria provocat un refredament global. Un possible desencadenant de la glaciació del Quaternari és la col·lisió del subcontinent indi amb Euràsia per formar l'Himàlaia i l'altiplà del Tibet. Segons aquesta hipòtesi, el sorgiment continental resultant hauria deixat al descobert quantitats ingents de silicats (CaSiO₃) no alterats que haurien reaccionat amb el CO₂ per generar CaCO₃ (calç) i SiO₂ (sílice). El CaCO₃ hauria acabat a l'oceà, on l'hauria absorbit el plàncton. A la mort d'aquests organismes, haurien caigut al fons de l'oceà, on el carboni hauria quedat atrapat fora de l'atmosfera.

### Períodes glacials i interglacials
Dins dels estats nevera, hi ha períodes glacials i interglacials en els quals els casquets glacials creixen o minven, respectivament. Les causes principals dels períodes glacials i interglacials són les variacions en el moviment de la Terra al voltant del Sol. Els components astronòmics, descoberts pel geofísic serbi Milutin Milanković i coneguts actualment com a cicles de Milanković, inclouen l'obliqüitat de l'eclíptica de la Terra, la seva excentricitat orbital i la precessió de la rotació de la Terra. L'obliqüitat de l'eclíptica tendeix a fluctuar de 21,5 ° a 24,5 ° i de nou cap a 21,5 ° cada 41.000 anys en l'eix vertical. Això afecta l'estacionalitat a la Terra, car un canvi en la radiació solar arriba a certes parts del planeta més sovint quan l'obliqüitat és alta, mentre que una obliqüitat menys pronunciada redueix les diferències entre les estacions arreu del món. Els canvis es poden veure en els testimonis de gel, que també contenen proves que durant les èpoques glacials (màxima extensió dels casquets glacials), l'atmosfera tenia nivells més baixos de diòxid de carboni. Això podria tenir a veure amb l'augment o la redistribució de l'equilibri àcid-base amb ions bicarbonats i carbonats que influeixen en l'alcalinitat. Només un 20% de la durada d'un episodi nevera consisteix en interglacials. Les simulacions apunten que l'actual estat climàtic interglacial continuarà com a mínim 100.000 anys més per culpa de les emissions de CO₂ i que tot l'hemisferi nord quedarà desglaçat.

### Terra bola de neu
Una Terra bola de neu és tot el contrari d'una Terra hivernacle: tota la superfície de la Terra queda glaçada. Tanmateix, una Terra bola de neu tècnicament no té els casquets glacials continentals propis d'un estat nevera. Hom ha suggerit que la «gran època glacial infracambriana» arribà a aquest punt. El 1964, el científic W. Brian Harland presentà el seu descobriment d'indicacions de glaceres a latituds baixes. Això era un problema per a Harland, car a primera vista, sembla que, una vegada la Terra es converteix en una Terra bola de neu, ja no pot tornar a sortir d'aquest estat mai més. Tanmateix, Joseph Kirschvink plantejà una solució a la paradoxa el 1992. Com que els continents estaven aplegats a latituds baixes i mitjanes, hi havia menys aigua oceànica disponible per absorbir la gran energia solar que rebien els tròpics i, alhora, hi havia precipitacions més abundants perquè la major quantitat de terra exposada a una major energia solar hauria pogut causar erosió química, cosa que facilitaria l'eliminació del CO₂ de l'atmosfera. Aquests dos fenòmens podrien haver causat una forta davallada dels nivells atmosfèrics de CO₂, que hauria abaixat les temperatures i augmentat l'albedo glacial (la reflectivitat de la radiació solar pel glaç), cosa que agreujaria encara més el refredament global. Això fou tal vegada el mecanisme que enfonsà la Terra en un estat bola de neu. Kirschvink explicà que la sortida d'aquest estat també podria tenir a veure amb el diòxid de carboni. Una possible explicació és que l'activitat volcànica no s'hauria aturat, ans hauria continuat acumulant CO₂ a l'atmosfera. Alhora, la cobertura glacial de tot el planeta hauria impedit l'erosió química (particularment la hidròlisi) que en altres circumstàncies hauria eliminat aquest gas de l'atmosfera. Això permeté que el CO₂ s'acumulés a l'atmosfera. Una vegada l'acumulació atmosfèrica de CO₂ arribés a un cert llindar, les temperatures pujarien prou per començar a fondre els casquets glacials. Això reduiria l'albedo glacial i, de retruc, encongiria la cobertura glacial i permetria la sortida de la Terra bola de neu. Al final de la Terra bola de neu, abans d'atènyer l'equilibri entre l'activitat volcànica i els processos d'erosió química, que es recuperaven gradualment, s'acumulà prou CO₂ a l'atmosfera per portar les temperatures a un pic de 60 °C i sumir la Terra en un breu estat d'hivernacle humit. Cap al mateix temps es produí la Gran Oxigenació (es debat si era una causa o un efecte de la Terra bola de neu). Fou seguida per l'explosió cambriana, que engendrà les primeres poblacions abundants d'organismes bilaterals i augmentà la diversitat i la mobilitat de la vida multicel·lular. Tanmateix, hi ha biòlegs que afirmen que no es podria haver arribat a l'extrem d'una Terra bola de neu perquè la vida fotosintètica no hauria pogut sobreviure a tants metres de profunditat sota el glaç, sense llum solar. Tanmateix, la llum solar ha estat observada penetrant metres de gel a l'Antàrtida. Avui en dia, la majoria dels científics pensen que una Terra bola de neu tota glaçada probablement és impossible. Ara bé, una «Terra bola de neu molla», amb algunes escletxes prop de l'equador, sí que seria possible.
Estudis recents podrien haver tornat a complicar la idea d'una Terra bola de neu. L'octubre del 2011, un equip d'investigadors francesos anuncià que els nivells de diòxid de carboni durant l'últim episodi suposadament de Terra bola de neu podrien haver estat més baixos del que hom pensava, cosa que dificulta l'explicació de la sortida d'aquest estat.

## Transicions

### Causes
L'Eocè, fa entre 56 i 33,9 milions d'anys, fou l'època més càlida de la Terra en 100 milions d'anys. Tanmateix, el període de superhivernacle acabà esdevenint un període nevera a la darreria de l'Eocè. Se suposa que el declivi del CO₂ causà el canvi, però mecanismes de retroalimentació positiva podrien haver contribuït al refredament.
El millor registre disponible per estudiar la transició d'una Terra nevera a una Terra hivernacle quan ja hi havia vida vegetal és el període Permià, fa uns 300 milions d'anys. Al llarg dels següents 40 milions d'anys es produí una gran transició que passà la Terra d'un planeta humit i glaçat on els tròpics estaven coberts de selves pluvials a un planeta calent, sec i ventós poc propici a la vida. Isabel Patricia Montañez, una catedràtica de la Universitat de Califòrnia a Davis que ha investigat aquest període, conclogué que el clima era «molt inestable» i estava «marcat per baixades i pujades del diòxid de carboni».

### Impactes
L'última transició, entre l'Eocè i l'Oligocè, es produí fa uns 34 milions d'anys. Conduí a un refredament global ràpid, la glaciació de l'Antàrtida i una sèrie d'extincions. El canvi faunístic més important d'aquest temps fou la Grande Coupure, en la qual nombroses espècies de mamífers arborícoles i folívors foren substituïdes per espècies arribades d'Àsia.

### Recerca
La paleoclimatologia és la branca de la ciència que estudia la història de les condicions d'hivernacle i nevera al llarg del temps geològic. L'estudi de testimonis de glaç, la dendrocronologia, els sediments oceànics i lacustres (varva), la palinologia (paleobotànica), l'anàlisi isotòpica (com ara la datació radiomètrica i l'anàlisi d'isòtops estables) i altres indicadors paleoclimàtics permeten als científics crear models del balanç energètic de la Terra en el passat i dels climes que en resultaven. Un estudi ha demostrat que, durant el Permià, els nivells atmosfèrics de diòxid de carboni oscil·laren entre 250 parts per milió, un valor pròxim a l'actual, i 2.000 parts per milió. Estudis de sediments lacustres fan pensar que el superhivernacle de l'Eocè quedà en un El Niño permanent després que l'escalfament de l'oceà profund i les temperatures de la superfície a latituds altes passés de 10 °C, cosa que hauria interromput l'oscil·lació meridional. Hom ha plantejat una teoria per explicar la davallada sobtada de la composició isotòpica del carboni inorgànic global en 2,5 parts per milió en el màxim tèrmic del Paleocè-Eocè. Una hipòtesi hauria estat l'alliberament d'hidrats de metà per algun motiu encara desconegut. L'augment del metà atmosfèric, que és un gas d'efecte hivernacle potent però de curta durada, hauria apujat les temperatures globals 6 °C amb l'ajuda del diòxid de carboni, un gas d'efecte hivernacle menys potent, però més persistent.

## Episodis nevera i hivernacle
- Un episodi hivernacle fa entre 2.400 i 4.600 milions d'anys.
- Glaciació huroniana: un episodi nevera fa entre 2.100 i 2.400 milions d'anys.
- Un episodi hivernacle fa entre 720 i 2.100 milions d'anys.
- Criogenià: un episodi nevera fa entre 635 i 720 milions d'anys durant el qual tota la Terra arribà a estar glaçada.
- Un episodi hivernacle fa entre 450 i 635 milions d'anys.
- Glaciació andinosahariana: un episodi nevera fa entre 420 i 450 milions d'anys
- Un episodi hivernacle fa entre 360 i 420 milions d'anys.
- Època glacial del Paleozoic superior: un episodi nevera fa entre 260 i 360 milions d'anys
- Un episodi hivernacle fa entre 260 i 33,9 milions d'anys.
- Glaciació del Quaternari: l'actual episodi nevera, que començà fa 33,9 milions d'anys.

## Condicions recents
Actualment, la Terra es troba en un estat climàtic nevera. El casquet glacial de l'Antàrtida es començà a formar fa uns 34 milions d'anys, mentre que el de l'Àrtida no es formà fins fa 2 milions d'anys. Alguns processos que podrien haver desembocat en la situació actual poden tenir a veure amb la gènesi de l'Himàlaia i l'obertura del pas de Drake entre Sud-amèrica i l'Antàrtida, però les simulacions climàtiques apunten que la fase inicial de l'obertura del pas de Drake tingué poca importància. Un factor més important hauria estat el posterior encongiment de l'oceà de Tetis i la via marina centreamericana. Alguns processos que podrien haver desembocat en la situació actual poden tenir a veure amb la gènesi de l'Himàlaia i l'obertura del pas de Drake entre Sud-amèrica i l'Antàrtida, però les simulacions climàtiques apunten que la fase inicial de l'obertura del pas de Drake tingué poca importància. Un factor més important hauria estat el posterior encongiment de l'oceà de Tetis i la via marina centreamericana. Els científics han intentat comparar les transicions anteriors entre nevera i hivernacle, i viceversa, per predir el futur climàtic de la Terra.
Sense la influència humana en la concentració dels gasos d'efecte hivernacle, el proper estat climàtic seria una edat glacial. Els canvis previstos en el forçament orbital suggereixen que, sense escalfament global antropogènic, la propera edat glacial començaria almenys 50.000 anys en el futur (vegeu Teoria de Milanković), però les emissions de gasos d'efecte hivernacle antropogèniques faran que el proper estat climàtic sigui d'hivernacle. El glaç permanent és un fenomen rar en la història de la Terra i només es produeix en episodis de Terra nevera, que representen un 20% de la història del planeta.